# Resnik (Hadžići, BiH)
Resnik je naseljeno mjesto u sastavu općine Hadžići, Federacija Bosne i Hercegovine, BiH.

## Geografski položaj
Udaljen je kilometar od Pazarića na starom putu za Mostar. U mjestu se nalazi nekoliko prizemnih zgrada u kojima su smješteni štićenici Zavoda za zaštitu osoba s posebnim potrebama. Pored malobrojnih stalnih žitelja u mjestu ima i veliki broj vikendica.

## Stanovništvo
| Resnik             |              |              |              |
| godina popisa      | 1991.        | 1981.        | 1971.        |
| Muslimani          | 155 (27,09%) | 203 (40,68%) | 169 (42,25%) |
| Srbi               | 55 (9,61%)   | 169 (33,86%) | 136 (34,00%) |
| Hrvati             | 6 (1,04%)    | 113 (22,64%) | 82 (20,50%)  |
| Jugoslaveni        | 0            | 2 (0,40%)    | 3 (0,75%)    |
| ostali i nepoznato | 356 (62,23%) | 12 (2,40%)   | 10 (2,50%)   |
| ukupno             | 572          | 499          | 400          |

## Vanjske poveznice
- http://zavodpazaric.ba/index.php?option=com_content&task=view&id=20&Itemid=45